# Place de la Leña
La Plaza de la Leña (Place du Bois de Chauffage) est une place médiévale pittoresque située au cœur du centre historique de Pontevedra (Espagne). C'est la place médiévale la plus typique de la vieille ville et de Galice.

## Origine du nom
La place tire son nom de l'activité commerciale qui s'y déroulait autrefois : on y vendait le bois et les pommes de pin nécessaires pour approvisionner les fours des cuisines, les âtres et les anciens systèmes de chauffage des maisons de la ville.

## Historique
La place de la Leña était connue depuis la fin du Moyen Âge sous le nom d'Eirado au XVe siècle. Cette place abritait un marché où les habitants des villages voisins allaient vendre le bois de chauffage qui devait servir de combustible pour les cuisines et les maisons de la ville à l’intérieur des remparts. S'y rassemblaient  les muletiers des environs avec des chariots remplis de bois de chauffage et les paysannes avec leurs fagots de brindilles et leurs paniers de pommes de pin.
Ce marché avait lieu tous les jours, le lundi étant le jour le plus important car c'est le jour où arrivaient dans la ville les charrettes chargées de bois de chêne, que les boulangers appréciaient beaucoup pour alimenter leurs fours.
La place a été réaménagée et agrandie au XVIIIe siècle, lorsque les deux grands pazos du côté est, le pazo Castro Monteagudo et le pazo García Flórez, ont été bâtis. En 1854, elle a acquis le nom de Bois de chauffage (La Leña). En 1854, la place s'appelait Eiradiño, puis Plaza de la Leña et en 1931, elle a été baptisée du nom de Jaime Vera, médecin républicain et l'un des fondateurs du parti socialiste.
Le calvaire de granit du XVe siècle qui se trouve au centre de la place y a été placé vers 1941 à la demande de Castelao. Le calvaire qui était cassée en plusieurs morceaux, fut provisoirement restauré par Castelao pour son œuvre As cruces de pedra na Galiza.
La place a été rendue à son ancien usage piétonnier le 7 avril 1990.
En 1998, plusieurs scènes du film La Langue des papillons de José Luis Cuerda ont été tournées sur la place.

## Description
C’est l’une des places les plus petites du centre historique et la plus pittoresque place médiévale de Galice. Elle représente par excellence la place médiévale typique de la Galice. Des artistes remarquables en ont fait d'innombrables dessins, gravures, aquarelles et huiles et elle a été une source d'inspiration pour des écrivains ou des poètes comme Viñas Calvo.
La place a une forme rectangulaire irrégulière. Au centre de la placette se trouve un calvaire de granit du XVe siècle venant de Caldas de Reis.

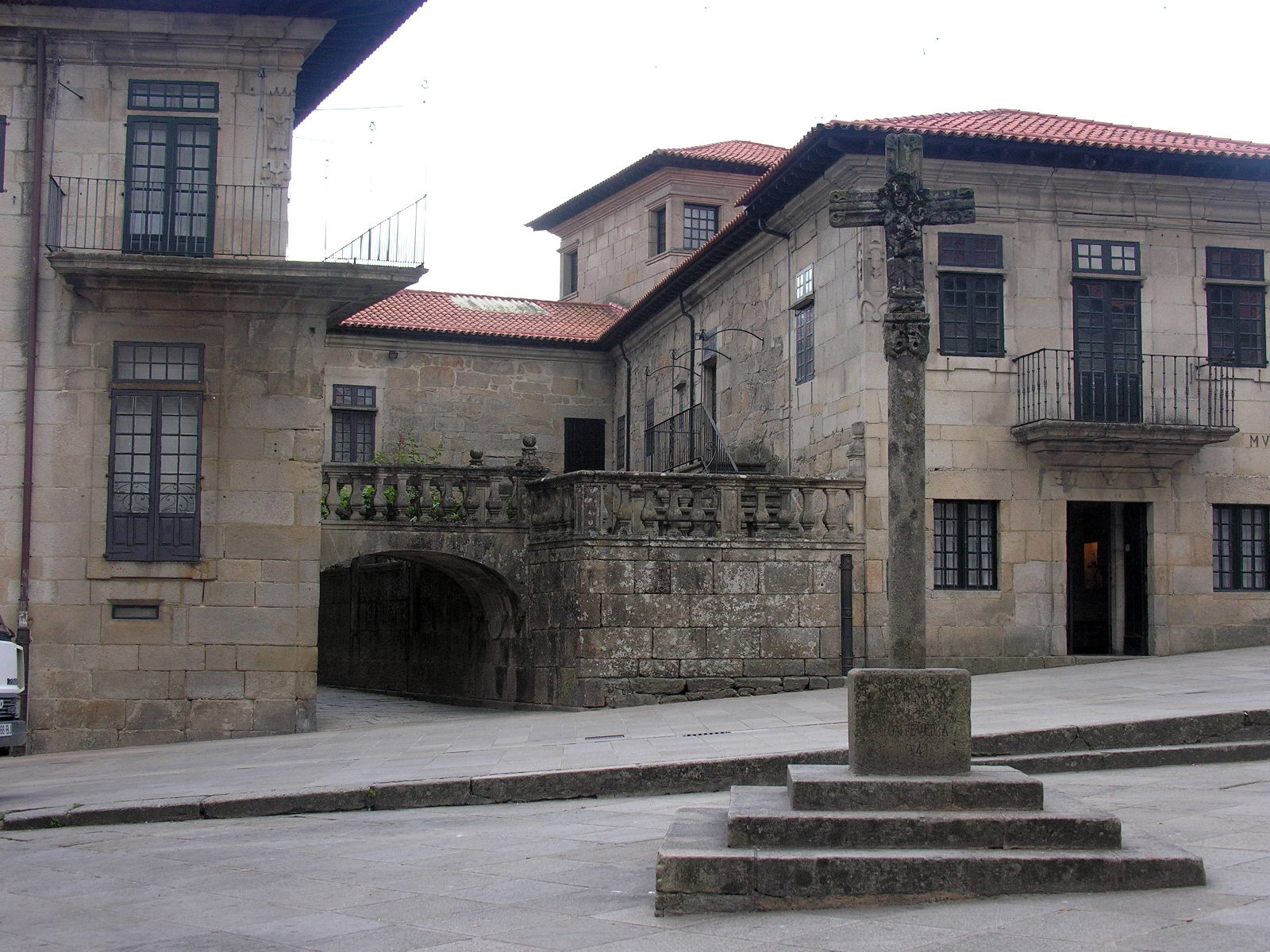
Calvaire et pazos baroques.

Les rues Pasantería et Figueroa convergent sur la place. Sur le côté est de la place se trouvent les pazos baroques du XVIIIe siècle García Flórez et Castro Monteagudo (appartenant de nos jours au musée de Pontevedra) reliés par une sorte de pont en arc en granit. Sur les côtés nord, sud et ouest se trouvent des maisons galiciennes populaires avec des arcades et des galeries en bois à l'ouest et au sud et des balcons ornés de fleurs au nord et au sud. Les étages supérieurs étaient jadis destinés aux demeures. La hauteur des maisons varie entre un et deux étages.

## Bâtiments remarquables
Sur le côté sud-est, le pazo baroque Castro Monteagudo datant de 1760 se distingue par son balcon soutenu par de grands modillons et le pazo García Flórez au nord-est se distingue par son immense blason de pierre avec un heaume et par les statues de pierre sur les coins du toit représentant l'espérance et la force.
Le rez-de-chaussée du Pazo Castro Monteagudo a eu différentes utilisations au cours des siècles, par exemple celle de restaurant ou magasin (comme fut le cas du magasin La Imperial). Le restaurant La Flor se trouvait dans ce pazo pendant les premières années du XXe siècle. À l’étage se trouvait l’école unitaire pour garçons. L'édifice a été ouvert au public en tant que partie du Musée de Pontevedra le 10 août 1929.
Le Pazo García Flórez a été le siège de l'École Normale d’Institutrices, de 1881 à 1930. Il a été inauguré comme musée le 15 août 1943.
Les maisons d'architecture populaire de la place ont été construites au XVIIIe siècle lors du réaménagement de la place.

## Culture populaire
Actuellement, la place est dédiée à l'hôtellerie et à la restauration et est occupée en partie par les tables des restaurants qui l'entourent.
En 2006, le chef basque Iñaki Bretal a ouvert son restaurant O Eirado da Leña dans une des maisons de la place et en 2009 le restaurant Loaira dans une autre des maisons. Le restaurant O Eirado a décroché une étoile Michelin en 2020.

## Galerie d'images

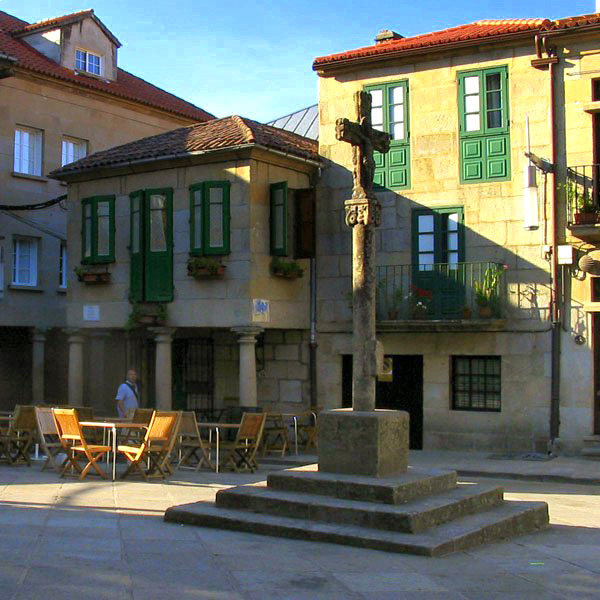
Calvaire typique au centre de la place
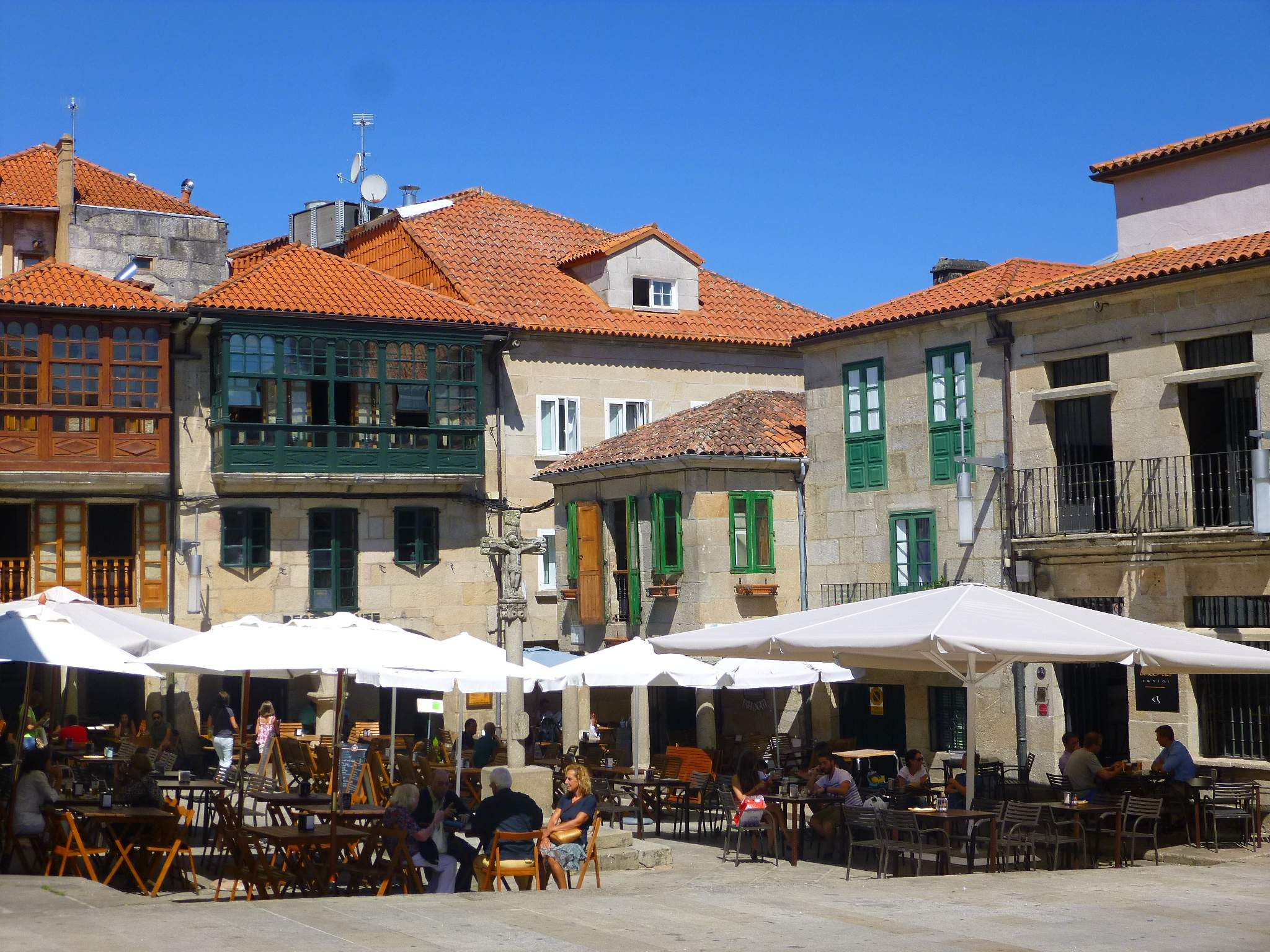
Tables des restaurants sur la place
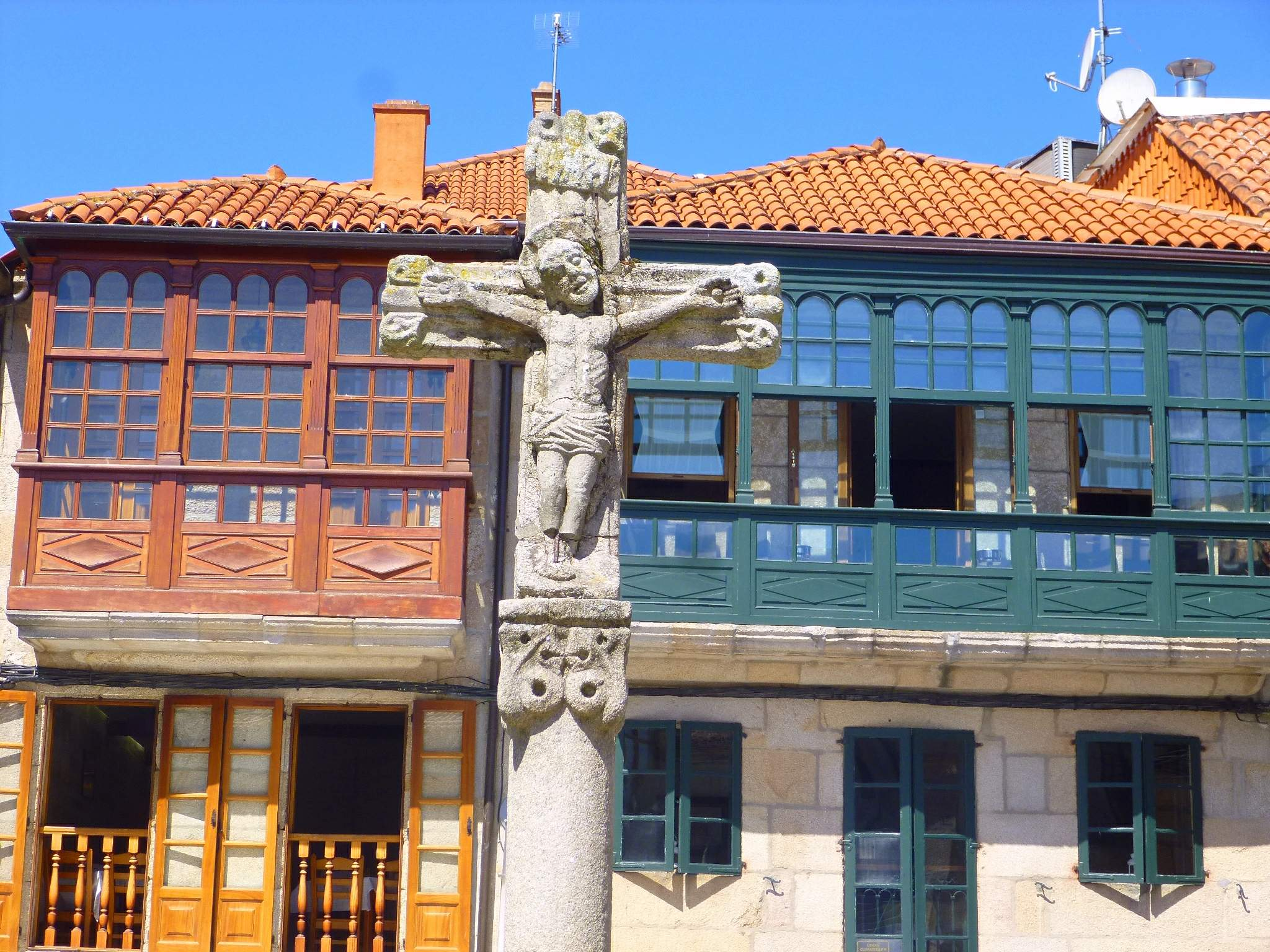
Croix en pierre et galeries en bois
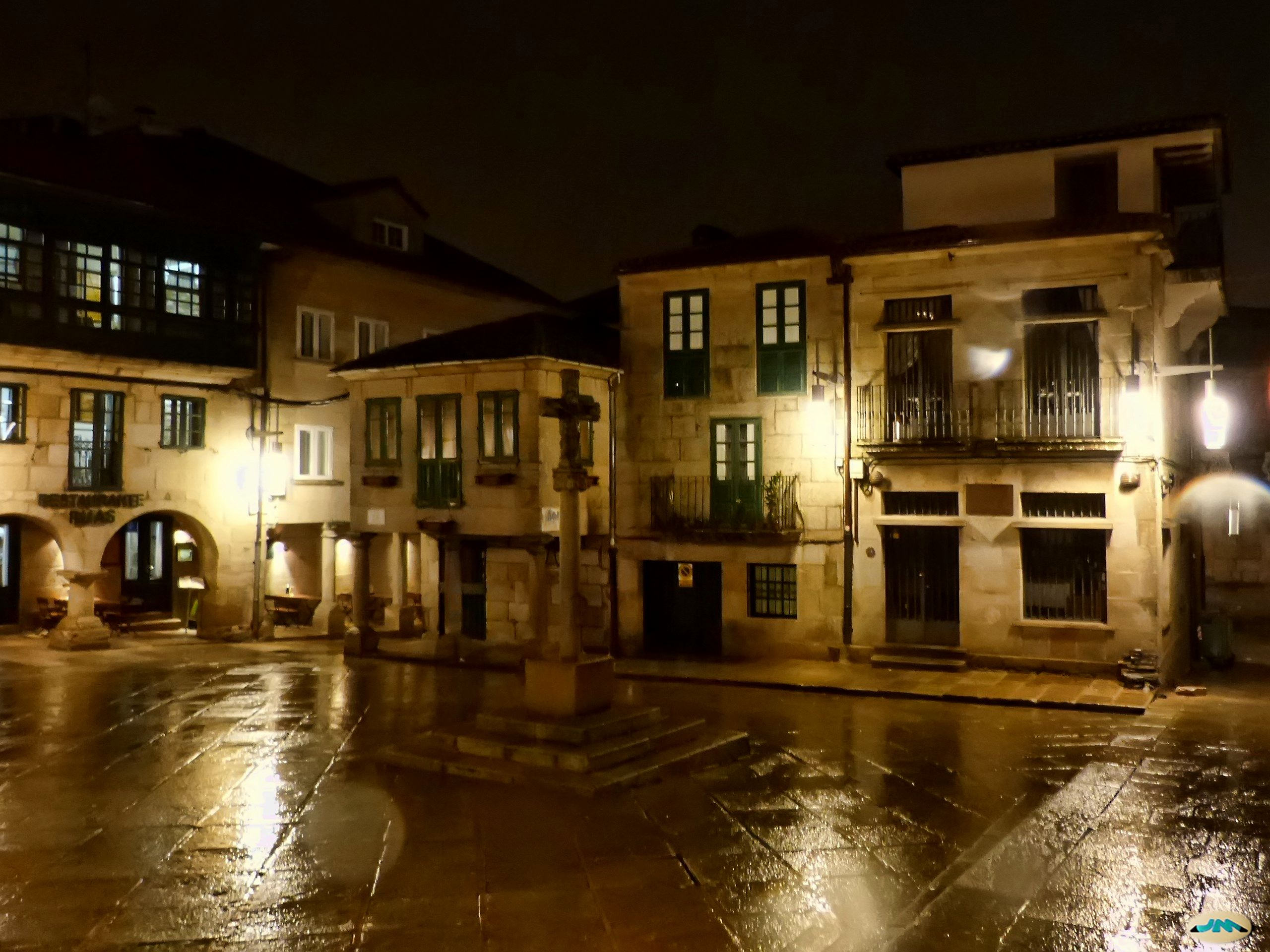
Place de la Leña le soir
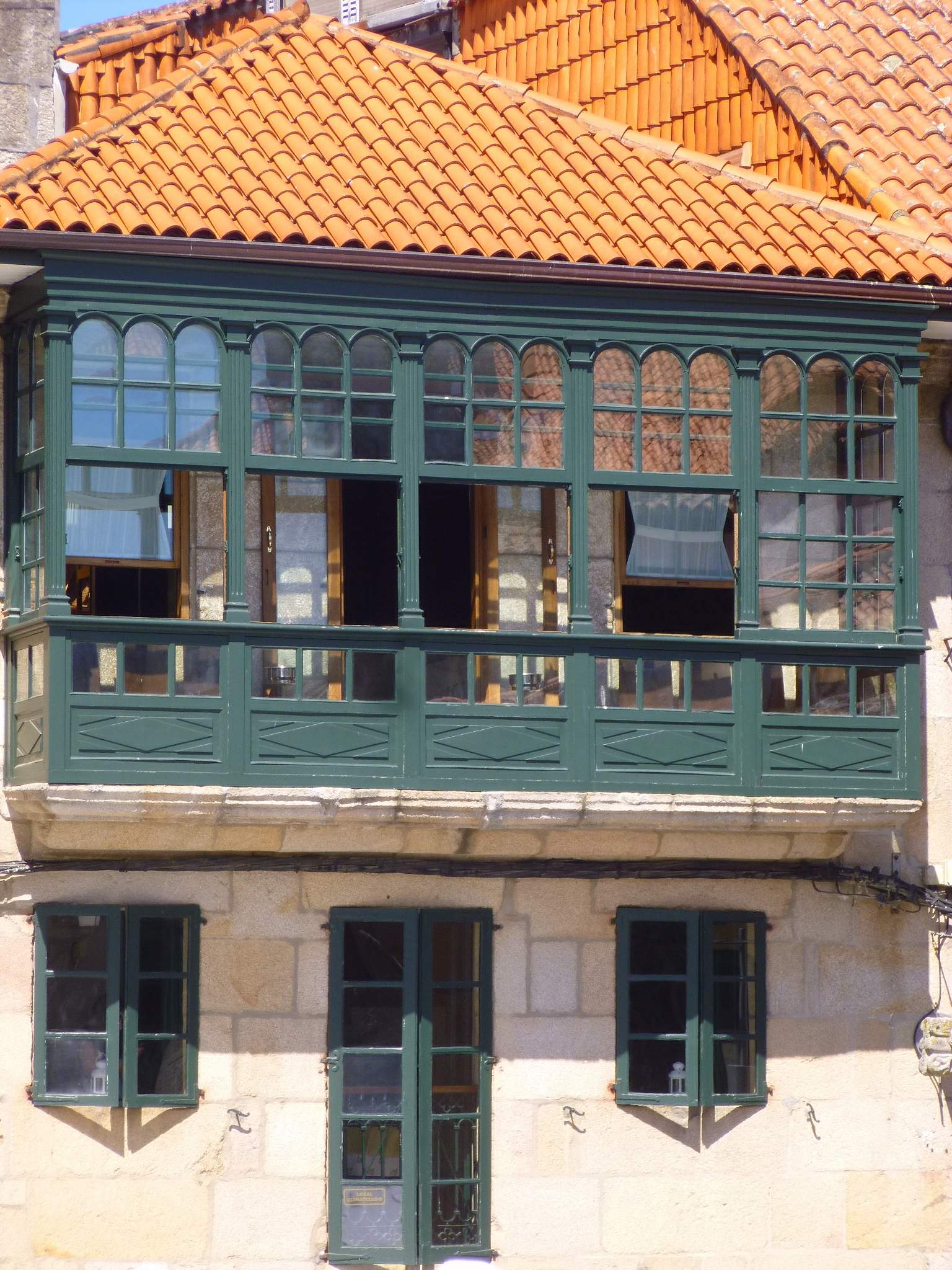
Galerie en bois
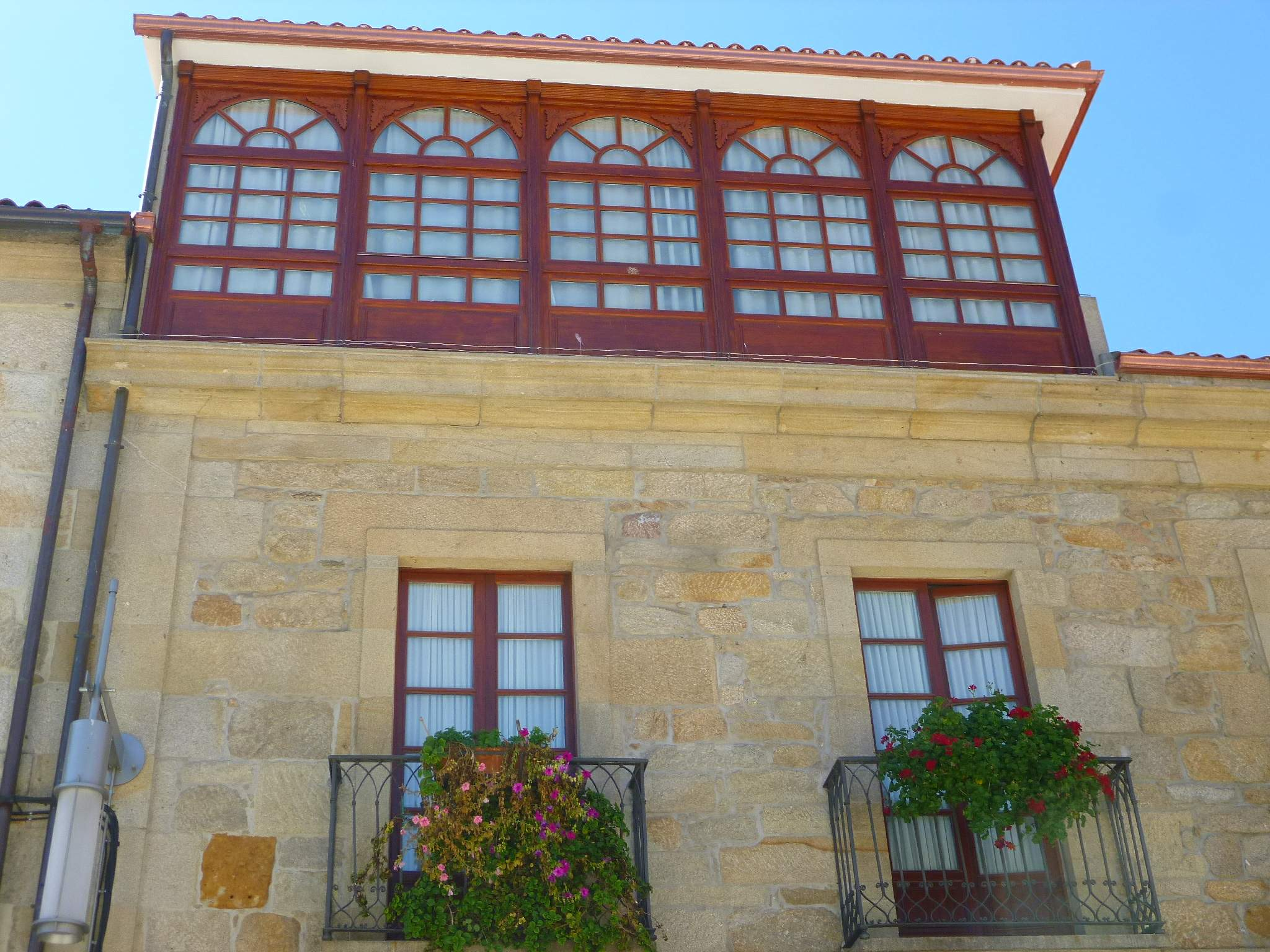
Balcons et galeries
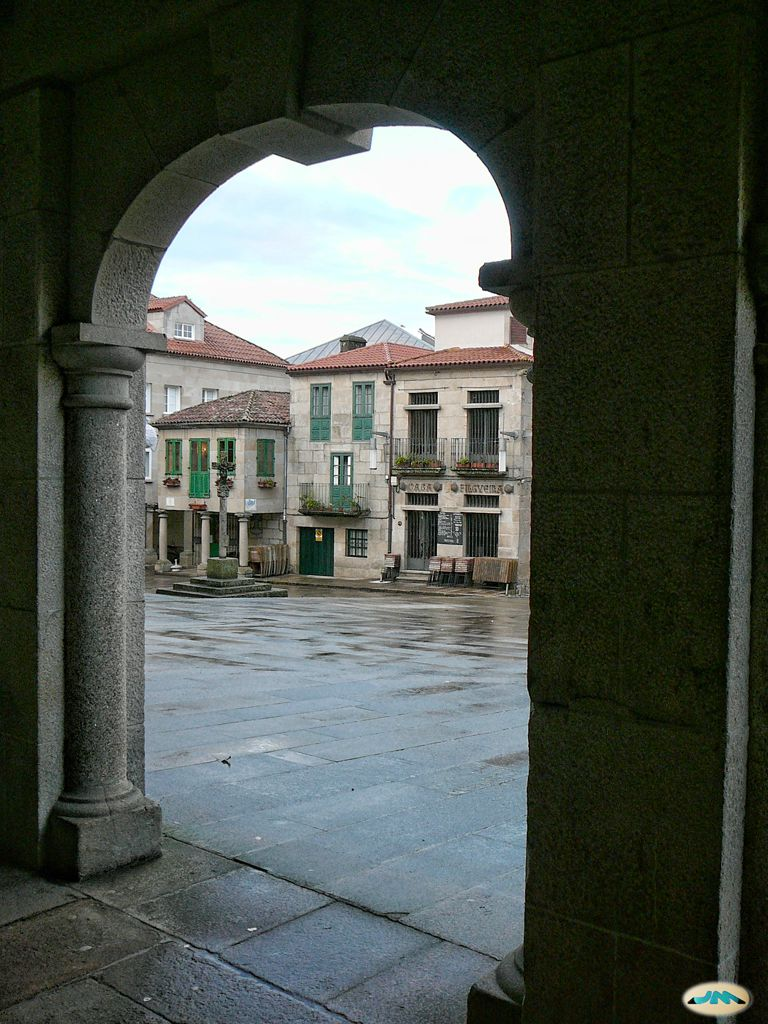
Arcades de l’édifice Fernández López du Musée de Pontevedra
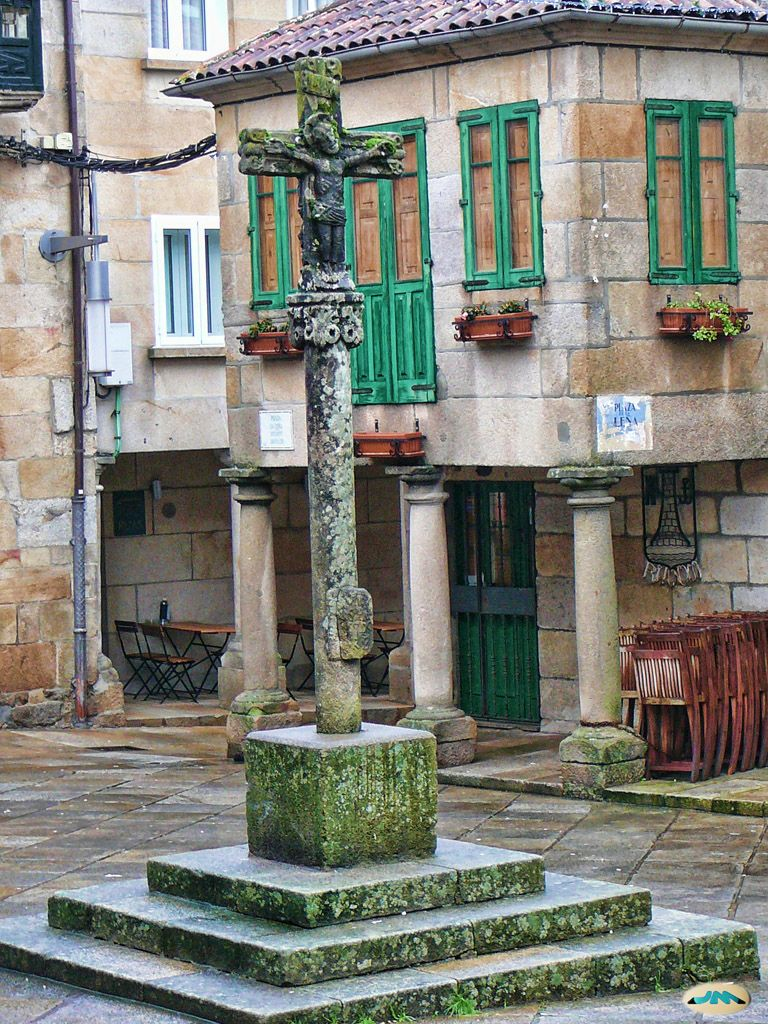
Calvaire
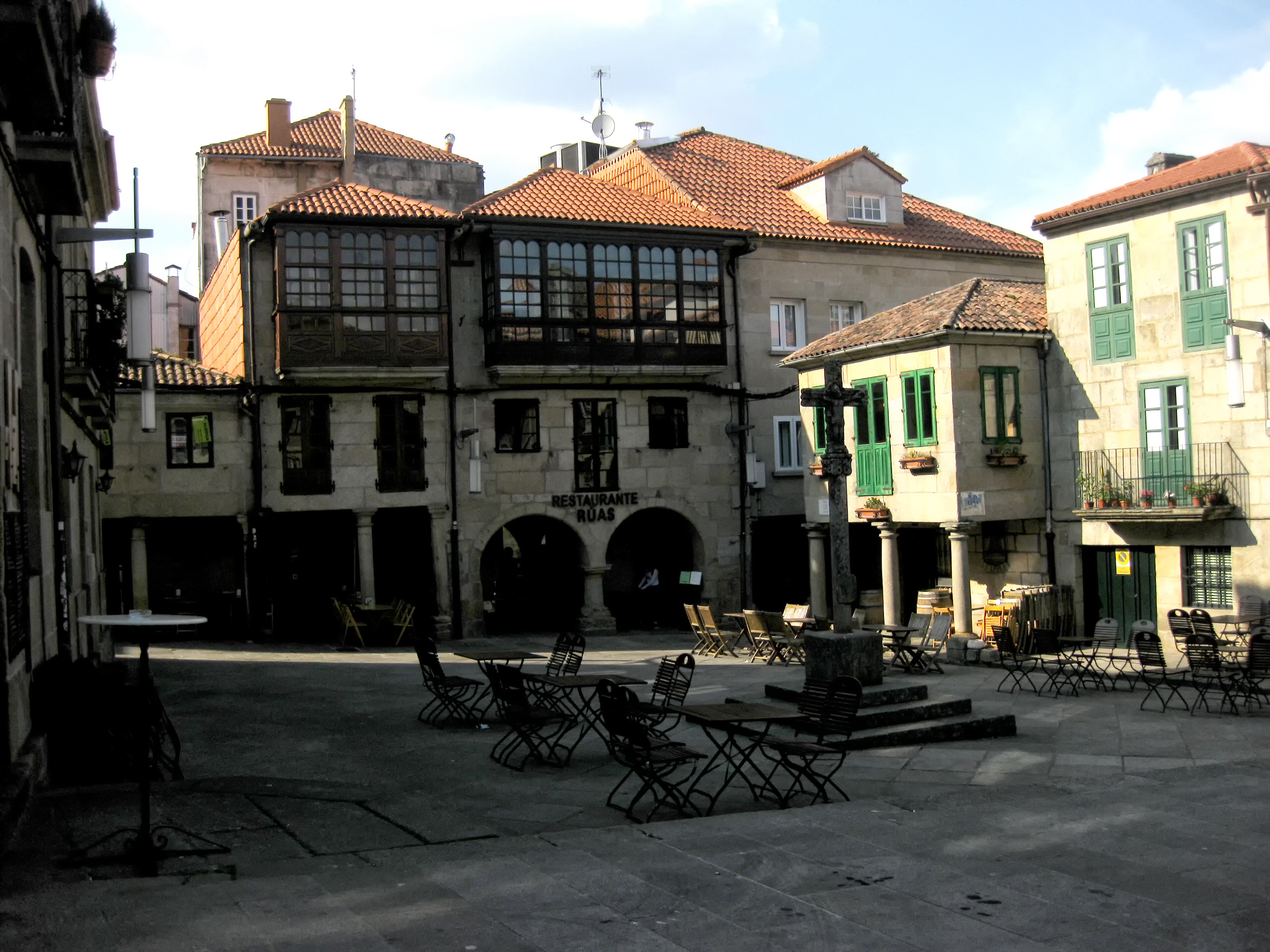
Place de la Leña
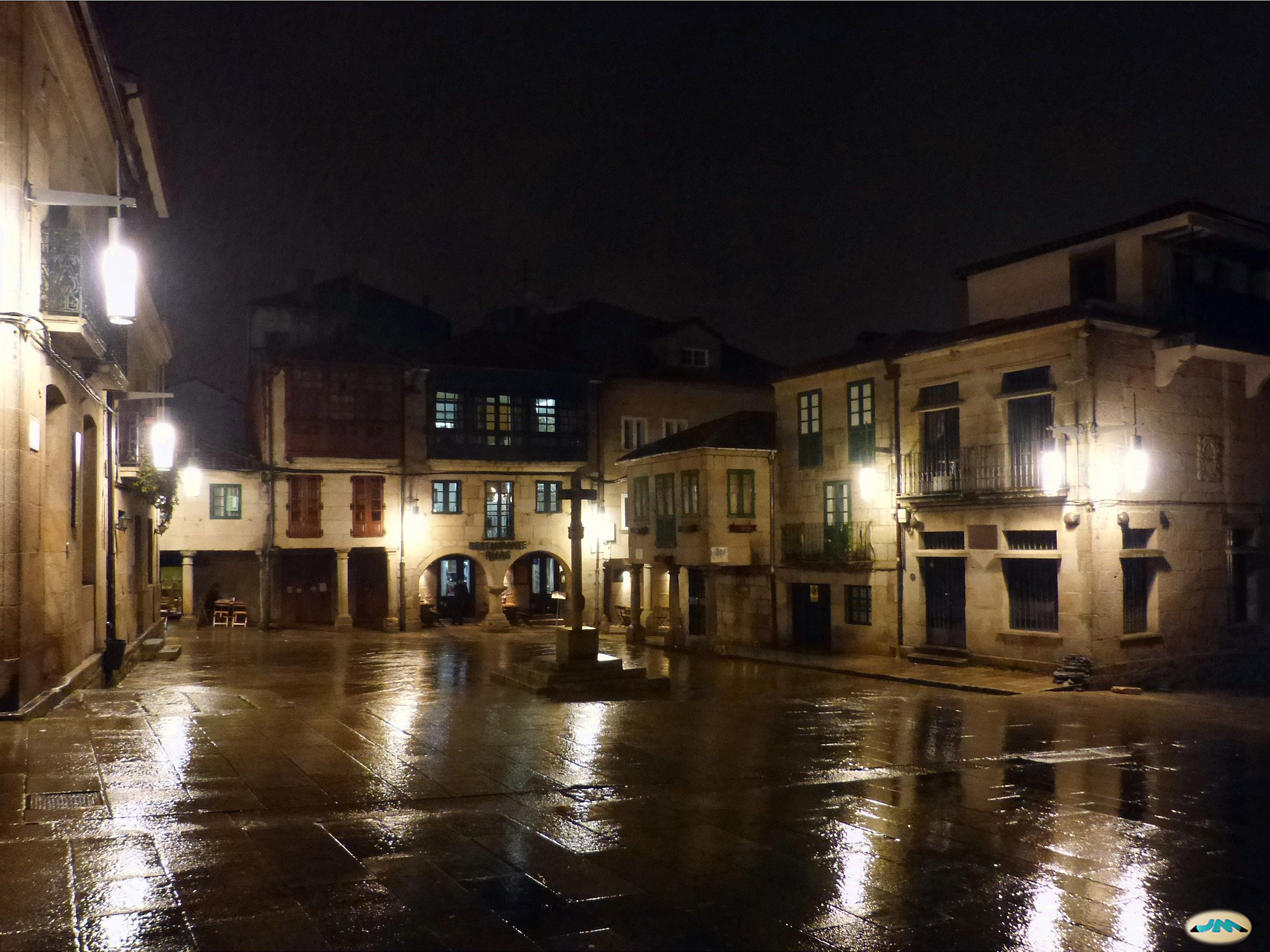
La place le soir
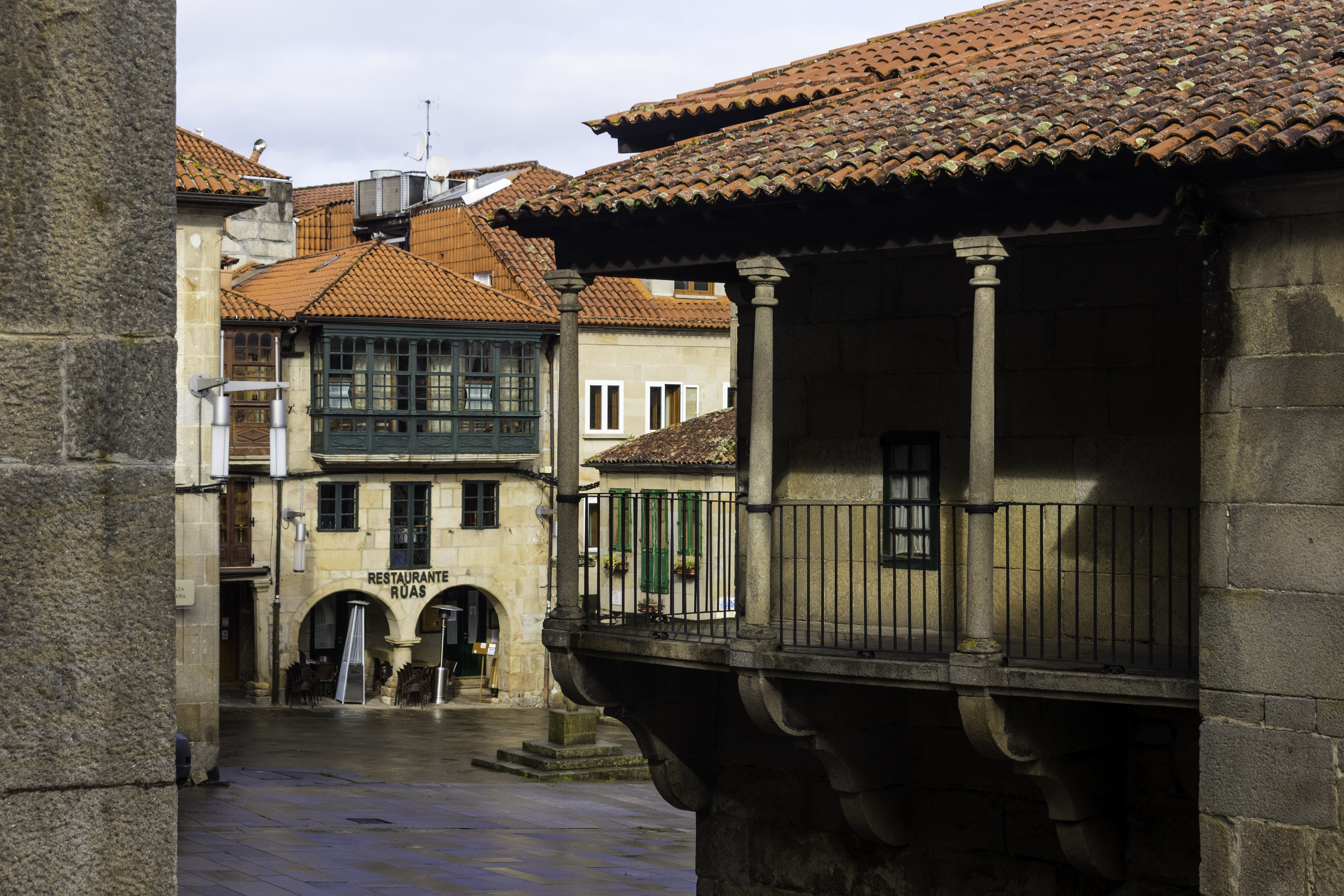
Pazo Castro Monteagudo
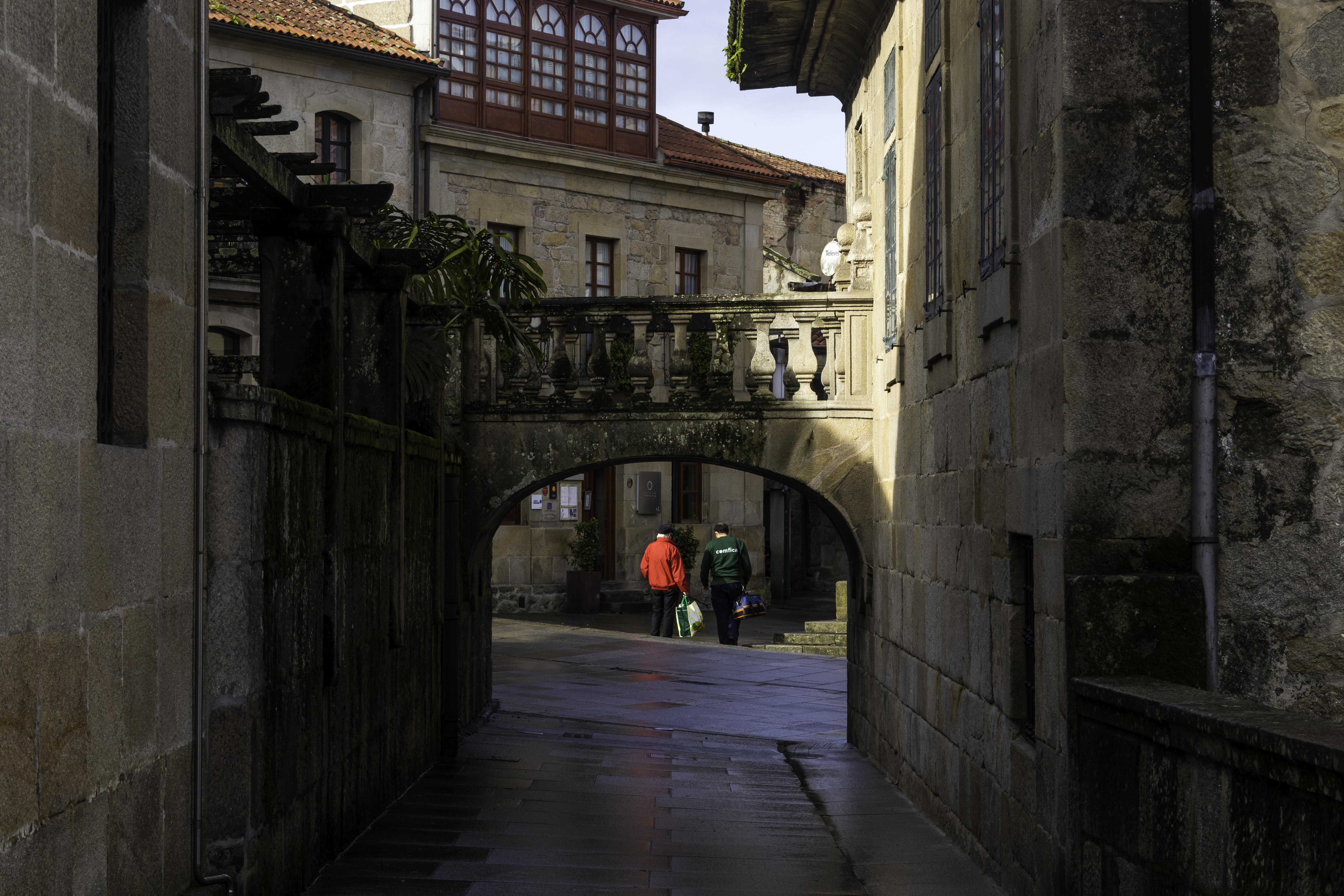
Pont en arc

## Voir également